# Jonathan Genest-Jourdain
Pour les articles homonymes, voir Genest et Jourdain.
Jonathan Genest-Jourdain (né le 16 juillet 1979 est un avocat et homme politique canadien. Il a été député de la circonscription de Manicouagan de 2011 à 2015 sous la bannière du Nouveau Parti démocratique.

## Biographie
Jonathan Genest-Jourdain est né en 1979 à Sept-Îles et a grandi à Uashat, une réserve innue située dans la région administrative de la Côte-Nord, au Québec. Juriste de formation, il a obtenu un baccalauréat en droit de l’université Laval en 2004 et entamé un certificat de deuxième cycle en droit de l’entreprise. Il est membre du Barreau du Québec depuis 2007. Il s’engage à appliquer des principes professionnels incluant des éléments d’intervention sociale. Il a milité sur la scène politique municipale lors des élections de 2009 à Sept-Îles. Comme avocat, Jonathan défend le patrimoine autochtone, québécois et canadien.
Après les élections du 2 mai 2011, Jonathan Genest-Jourdain dans la vague Jack Layton est devenue député de la circonscription de Manicouagan sous la bannière du Nouveau Parti démocratique. Il devient en même temps que Roméo Saganash l'un des deux premiers députés autochtones élus au Québec. Le 26 mai 2011, il est nommé porte-parole adjoint de l’opposition officielle du Canada pour les Affaires autochtones et développement du Nord.
Lors des élections fédérales de 2015, il est défait par la bloquiste Marilène Gill.